# رسائل من إيو جيما (فلم)
رسائل من إيو جيما فيلم سينمائي أخرجه كلينت إيستوود عام 2006 وقدم ترشيحه لأربع جوائز أوسكار من ضمنها أفضل إخراج وأفضل فيلم.
يتطرق الفيلم لقصة معركة إيو جيما بين الولايات المتحدة واليابان خلال الحرب العالمية الثانية من وجهة نظر اليابانيين. والجدير بالذكر أن كلينت إيستوود قدم في نفس العام فيلم رايات أبائنا والذي يتناول نفس المعركة لكن من وجهة نظر أمريكية.

## وصلات خارجية
- الموقع الرسمي
- مقالات تستعمل روابط فنية بلا صلة مع ويكي بيانات
- Video interview with Letters from Iwo Jima special effects artist Vincent Guastini at Interviewing Hollywood
- Gerow، Aaron (2006). "From Flags of Our Fathers to Letters From Iwo Jima: Clint Eastwood's Balancing of Japanese and American Perspectives". Japan Focus. مؤرشف من الأصل في 2015-03-17. اطلع عليه بتاريخ 2009-05-29.
- Ikui، Eikoh (2007). "Letters from Iwo Jima: Japanese Perspectives". Japan Focus. مؤرشف من الأصل في 2015-04-04. اطلع عليه بتاريخ 2009-05-29.